# Eilema complanoides
Eilema complanoides är en fjärilsart som beskrevs av Fuchs 1891. Eilema complanoides ingår i släktet Eilema och familjen björnspinnare. Inga underarter finns listade i Catalogue of Life.